# Municipio de Buckhorn (condado de Wake)
El municipio de Buckhorn (en inglés: Buckhorn Township) es un municipio ubicado en el  condado de Wake en el estado estadounidense de Carolina del Norte. En el año 2010 tenía una población de 3251 habitantes.

## Geografía
El municipio de Buckhorn se encuentra ubicado en las coordenadas 35°40′42.55″N 78°55′53.04″O / 35.6784861, -78.9314000.